# Universidad de Carolina Costera
La Universidad de Carolina Costera (Coastal Carolina University en idioma inglés) es una universidad pública ubicada en Conway (Carolina del Sur), Estados Unidos de América. 

## Historia
Se fundó en 1954 como colegio universitario adscrito al College of Charleston y en 1959 pasó a ser el Coastal Carolina Regional Campus de la Universidad de Carolina del Sur. El 1 de julio de 1993 se independizó completamente con su actual nombre. 

## Deportes
Carolina Costera compite en la Sun Belt Conference de la División I de la NCAA.